# Gryazev-Shipunov GSh-6-23
Le Gryazev-Shipunov GSh-6-23 (russe : Грязев-Шипунов ГШ-6-23) (Désignation GRAU: 9A-620 pour GSh-6-23, 9A-768 pour la variante modernisée du GSh-6-23M) est un canon rotatif de 23 mm à six canons utilisé par certains avions militaires soviétiques/russes modernes.
Le GSh-6-23 diffère de la plupart des canons rotatifs américains parce qu'il fonctionne au gaz, plutôt qu'en alimentation externe via un système électrique, hydraulique ou pneumatique.
Le GSh-6-23 utilise la cartouche russe AM-23 23 × 115 mm, alimentée via une bande de cartouches reliée ou un système d'alimentation sans liaison. Le système sans liaison, adopté après de nombreux problèmes et échecs avec l'alimentation par courroie, est limité. Le canon possède 10 charges de mise à feu pyrotechniques, semblables à celles utilisées dans les canons revolver à gaz européens, tels que le DEFA 554 ou le Mauser BK‑27.
La cadence de tir rapide épuise très vite les munitions : l'avion Mikoyan MiG-31, par exemple, avec 260 cartouches de munitions (800 cartouches maximum), viderait son réservoir de munitions en moins de deux secondes.
Le GSh-6-23M possède la cadence de tir la plus élevée de tous les canons automatiques jusqu'à présent.
Le GSh-6-23 est utilisé par l'avion d'attaque Sukhoi Su-24, l'avion intercepteur MiG-31 et le désormais obsolète Sukhoi Su-15. Cependant, après la perte de deux Su-24 en raison de la détonation prématurée d'un obus en 1983, et en raison d'autres problèmes liés à l'utilisation du canon (tels que des pannes de système), l'utilisation du GSh-6-23 a été arrêtée par décision du commandement de l'armée de l'air soviétique. À l’heure actuelle, tous les avions des forces aérospatiales russes volent avec des canons entièrement opérationnels.
Il est également utilisé dans la nacelle de canon SPPU-6, qui peut se déplacer jusqu'à −45° d'élévation et ±45° d'azimut.

## Variantes
- Gryazev-Shipunov GSh-6-23M; une version modernisée.

## Sources
- Rapid Fire, Anthony G. Williams, Airlife UK, August 2000
- Christian Koll, Soviet Cannon - A Comprehensive Study of Soviet Arms and Ammunition in Calibres 12.7mm to 57mm, Austria, Koll, 2009 (ISBN 978-3-200-01445-9, lire en ligne), p. 162